# Полухтино (посёлок, Рязанская область)
Полухтино — поселок в Касимовском районе Рязанской области. Входит в Погостинское сельское поселение

## География
Находится в северо-восточной части Рязанской области на расстоянии приблизительно 27 км на запад-северо-запад по прямой от районного центра города Касимов.

## История
Полухтинские выселки (Полухтинские дворики) были учтены в 1897 году как поселение из 12 дворов. 
Поселок был отмечен на карте 1940 года как Полухтинские Дворики (35 дворов).

## Население
Численность населения: 109 человек (1897 год), 8 человек в 2002 году (русские 100 %), 4 в 2010.